# Issaguen
Issaguen (em árabe: اساكن), anteriormente chamada Ketama (كتامة) ou Kétama é uma comuna do norte de Marrocos, situada na parte ocidental da cordilheira do Rife, que faz parte da província de Al Hoceima e da região de Taza-Al Hoceima-Taounate.
No censo de 2004 há registo de três entidades administrativas relacionadas com Issaguen: a comuna rural homónima (com 13 787 habitantes), o núcleo urbano homónimo (1 638 habitantes) e a comuna de Ketama (15 924 habitantes). Partindo do princípio que todas essas entidades constituem atualmente (2012) a comuna de Issaguen, esta teria 31 349 habitantes em 2004. Algumas fontes referem que Ketama é o nome da região, cujas principais localidades são Issaguen, também chamada muitas vezes de Ketama e a aldeia de Tleta Ketama, situada 8 km a sul da primeira, na estrada de Fez. Ketama é igualmente o nome da tribo berbere à qual pertencem a maioria dos habitantes da região.
Situada junto ao Jbel Tidirhine, a montanha mais alta do Rife (2 456 m), no cruzamento do eixo rodoviário Xexuão-Al Hoceima com a estrada N509 que liga a Fez, Ketama foi uma pequena estância de desportos de inverno e de veraneio antes do grande desenvolvimento da cultura de cannabis e de produção de haxixe, sobretudo a partir dos anos 1970, o que levou a torná-la conhecida como a capital do kif (nome dado em Marrocos ao haxixe ou à mistura deste com tabaco) e a afastar os turistas devido à criminalidade associada à produção e tráfico de droga. Ao contrário da generalidade do resto do país, frequentemente referido como um dos mais seguros do mundo para os turistas, a região de Ketama tem ou tinha reputação de ser perigosa para os turistas. Em Marrocos, é comum os pequenos traficantes de haxixe de rua apresentarem-se aos desconhecidos como sendo "de Ketama".
Na década de 2000, sob o impulso do rei Mohammed VI, a comuna e a pequena vila foi mudaram de nome e foi criado um polo urbano e turístico, um projeto integrado no programa de desenvolvimento da região rifenha que também tem como objetivo melhorar a imagem da região e a ela fazer voltar os turistas. Neste sentido, em 2008 foi renovado e reaberto o hotel de 4 estrelas.
A produção de haxixe em Marrocos em geral e no Rife em particular tem uma longa tradição e o consumo dessa droga é habitual entre algumas tribos rifenhas. Isso mesmo foi descrito por James Grey Jackson na sua obra Account of the Empire of Morocco, publicada em 1810. Em 2003, estimava-se que a prdoução de haxixe fosse a principal exportação (não oficial, por ser ilegal) de Marrocos. No mesmo ano, estimava-se que a área dedicada à cultura de cannabis fosse de 250 000 hectares, o dobro da de 2000.